# Église Saint-Blaise de Folles
Pour les articles homonymes, voir Église Saint-Blaise.
L'église Saint-Blaise est une église catholique située à Folles, en France.

## Localisation
L'église est située dans le département français de la Haute-Vienne, sur la commune de Folles.

## Historique
L'église date du XIIIe siècle.
L'édifice est inscrit au titre des monuments historiques le 6 février 1926.